# Son Mesquida
Son Mesquida (o Son Mesquida d'es Camí) es una localidad y pedanía española perteneciente al municipio de Felanich, en la parte suroriental de Mallorca, comunidad autónoma de las Islas Baleares. Cerca de esta localidad se encuentran los núcleos de Felanich capital y Porreras.

## Historia
Son Mesquida originalmente estaba formado por las posesiones de Son Mesquidasa, Son Mallol y el propio Son Mesquida. Se creó como entidad de población durante el siglo XIX, especialmente a partir de la parcelación de Son Mallol, lugar en el que había un oratorio desde el siglo XVIII. En 1803 el dueño de Son Mesquida construyó otro oratorio en su posesión, agrandado posteriormente. No sería hasta 1925 cuando se construyó el oratorio actual, dedicado a la Virgen del Carmen, que serviría también de escuela.

## Demografía
Según el Instituto Nacional de Estadística de España, en el año 2019 Son Mesquida contaba con 329 habitantes censados, lo que representa el 1,85% de la población total del municipio.

### Evolución de la población
| Gráfica de evolución demográfica de Son Mesquida entre 2009 y 2019 |
|                                                                    |
| Datos según el nomenclátor publicado por el INE.                   |

## Comunicaciones
Algunas distancias entre Son Mesquida y otras ciudades:
| Ciudades          | Distancia (km) |
| ----------------- | -------------- |
| Felanich          | 6              |
| Manacor           | 19             |
| Palma de Mallorca | 46             |

## Cultura

### Fiestas
Son Mesquida celebra sus fiestas populares en torno al 8 de diciembre en honor a la Inmaculada Concepción, patrona del pueblo. En ellas tiene lugar un concurso de perros pastores desde el año 2001.